# E-demokrati
E-demokrati avser användandet av elektronisk informationsteknologi för utförande av och deltagande i politiska processer.
E-demokrati kan delas in i politikerstyrd och folkstyrd e-demokrati.

## Politikerstyrd e-demokrati
Att använda modern teknik, internet och datorer till att förbättra kommunikationen mellan medborgare och politiker och myndigheter. E-demokrati i denna betydelse innebär att de befintliga politikerna och partierna fortfarande har makten över de politiska besluten.

## Folkstyrd e-demokrati
Att använda modern teknik, internet och datorer till att låta medborgarna själva fatta alla politiska beslut. Dvs att ersätta det nuvarande politiker- och partisystemet med ett direkt folkstyrt system där medborgarna själva debatterar, röstar och fattar besluten ute på internet.
En tredje möjlighet som Schweiz i snart 500 år har tillämpat i 2000 kommuner är att kombinera politikerstyrd demokrati med folkstyrd demokrati. Partiet Demoex (idag en del av Direktdemokraterna) satt mellan 2002 och 2014 i Vallentuna Kommun och tillät alla invånare i kommunen från att de har fyllt 16 år delta i omröstningarna på Demoex webbplats. Resultatet i omröstningarna på Internet avgjorde hur Demoex företrädare röstar när Vallentuna kommunfullmäktige fattade beslut. 